# Shiva Negar
Shiva Negar (in persiano: شیوا نگار; Teheran, 30 maggio 1992) è un'attrice iraniana naturalizzata canadese; il suo primo film è stato un ruolo secondario nel film Lost Journey. Altri crediti di recitazione significativi includono il thriller d'azione del 2017 American Assassin e Let's Rap oltre agli spettacoli televisivi My Babysitter's a Vampire e The Art of More.

## Biografia
Nata in Iran, cresciuta in Turchia e in Canada, Shiva ha iniziato la sua carriera da bambina. Ha iniziato suonando il pianoforte e in recital di chitarra, oltre che nelle gare di canto. Al liceo Shiva è stata inserita in diversi spettacoli teatrali e il teatro è diventato rapidamente la sua scelta per la carriera e la sua passione per la recitazione l'ha quindi spinta ai passi successivi.
Shiva si è laureata in Psicologia all'Università di York e ha terminato il suo programma post laurea in Gestione degli eventi e pubbliche relazioni.

## Filmografia

### Film
| Anno | Titolo                        | Ruolo               | Note                                   |
| ---- | ----------------------------- | ------------------- | -------------------------------------- |
| 2010 | Monday the Milestone: Wake Me | Secretary           | Film corto                             |
| 2010 | Lost Journey                  | Donya - Dream Gril  |                                        |
| 2012 | Please Kill Mr. Know It All   | Patron #4           |                                        |
| 2013 | Where Love Takes You          | Juilette            | Film corto; anche produttore associato |
| 2013 | Loraine                       | Alissa              | Film corto                             |
| 2013 | Little White Lines            | Juliette            | Film corto                             |
| 2015 | Street Meet                   | Jasmine             | Film corto                             |
| 2015 | Let's Rap                     | Sylvia              |                                        |
| 2016 | Day Players                   | Trinity Grace       | Film corto                             |
| 2017 | Becoming Burlesque            | Fatima Jackson-Aziz |                                        |
| 2017 | American Assassin             | Annika Ogden        |                                        |
| 2018 | The Bounty                    | Blanca              | Film corto                             |
| 2018 | The Amaranth                  | Mia                 |                                        |

### Televisione
| Anno | Titolo                    | Ruolo         | Note                                 |
| ---- | ------------------------- | ------------- | ------------------------------------ |
| 2011 | Combat Hospital           | Zarmeeneh     | Ruolo ospite; 2 episodi              |
| 2011 | Alphas                    | Guest #1      | Episodio: "A Short Time in Paradise" |
| 2011 | Covert Affairs            | Girlfriend    | Episodio: "A Girl Like You"          |
| 2012 | My Babysitter's a Vampire | Lucia         | Episodio: "Say You'll Be Maztak"     |
| 2013 | Hemlock Grove             | Brunette      | Episodio: "Jellyfish in the Sky"     |
| 2014 | 24 Hour Rental            | Gypsy         | Ruolo ricorrente; 6 episodi          |
| 2014 | Murdoch Mysteries         | Anna Rico     | Episodio: "High Voltage"             |
| 2015 | The Art of More           | Sanaa Mustafa | Ruolo ospite; 2 episodi              |
| 2016 | Four in the Morning       | Coralie       | Ruolo ricorrente; 4 episodi          |
| 2016 | Downtown Browns           | Fati          | Episodio: "Constellated"             |
| 2021 | SEAL Team                 | Mina Hassan   | Ruolo ricorrente                     |